# Герб Жовкви
Герб Жовкви — один з офіційних символів міста Жовква Львівської області. Затверджений 2 вересня 1997 року рішенням № 7 VIII сесії міської ради II скликання.
Автор проєкту — А. Гречило.

## Опис
На золотому полі зображений Святий Іван, який тримає в правій руці золоту чашу, а в лівій — чорну змію. Одежа синя, плащ червоний. 
Щит обрамований декоративним картушем та увінчаний срібною міською короною.

## Історія
Зображення Святого Івана вживалося на війтівських печатках Жовкви XVII століття. Він підкреслює значення міста як духовного й культурного центру України.